# Karol Golachowski
Karol Golachowski (ur. 27 maja 1888 w Krakowie, zm. 31 października 1948 w szpitalu Ballochmyle, w East Ayrshire) – polski wojskowy, pułkownik.
Syn pochodzącego z Krakowa Józefa Golachowskiego, również zawodowego oficera, i Marii z domu Gotthardt. Szwagier Kazimierza Nałęcz-Rychłowskiego, poety i tłumacza.

## Dzieciństwo i młodość
Dzieciństwo spędził wraz z rodzicami, siostrami Marią, Heleną i bratem Józefem w Krakowie oraz w Wiedniu, gdzie przebywał służbowo ojciec. W latach 1899–1903 Golachowski uczęszczał do niższej szkoły wojskowej w Bad Fischau-Brunn, 1903–1906 do wyższej szkoły wojskowej w Mährisch Weisskirchen, a 1906–1909 do Terezjańskiej Akademii Wojskowej w Wiener Neustadt.

## Armia
Do wojska wstąpił oficjalnie 18 sierpnia 1909, tego dnia został mianowany podporucznikiem w 24 pułku piechoty w Wiedniu. Od 1 sierpnia 1914 do końca stycznia 1917 walczył na froncie serbskim, włoskim i rumuńskim. W roku 1916 przeszedł do Komendy Legionów Polskich w Warszawie, a w 1917 został przydzielony do II Brygady Legionów. Od czerwca 1918 Karol Golachowski przebywał z pułkiem na froncie włoskim. 3 listopada 1918 dostał się do niewoli, a 20 listopada wstąpił do armii gen. Hallera. W styczniu 1919, rozkazem szefa Misji Wojskowej Polsko-Francuskiej we Włoszech, został mianowany komendantem Polskiego Obozu Wojskowego w La Mandria di Chivasso. W marcu 1919 dostał nominację na majora. W styczniu 1920 Golachowski znalazł się w sztabie Frontu Pomorskiego. Od kwietnia był w 1920 w sztabie I Armii jako szef Oddziału I, a w czerwcu dostał nominację na podpułkownika w związku z weryfikacją oficerów. Po przemianowaniu I Armii na Grupę Operacyjną został szefem I Oddziału tej Grupy. We wrześniu 1920 został mianowany dowódcą 53 Pułku Piechoty Kresowej w Stryju, na którym to stanowisku pozostał do 23 grudnia 1927. W 1928 roku Karol Golachowski został przeniesiony służbowo dla odbycia praktyki do Państwowej Komendy Uzupełnień w Łucku, a potem do Brześcia nad Bugiem. Od 1 sierpnia 1930 był inspektorem poborowym Okręgu Korpusu IX. W październiku 1934 został przeniesiony w stan spoczynku. Jego ostatnim adresem przedwojennym był Stryj.

## Emigracja

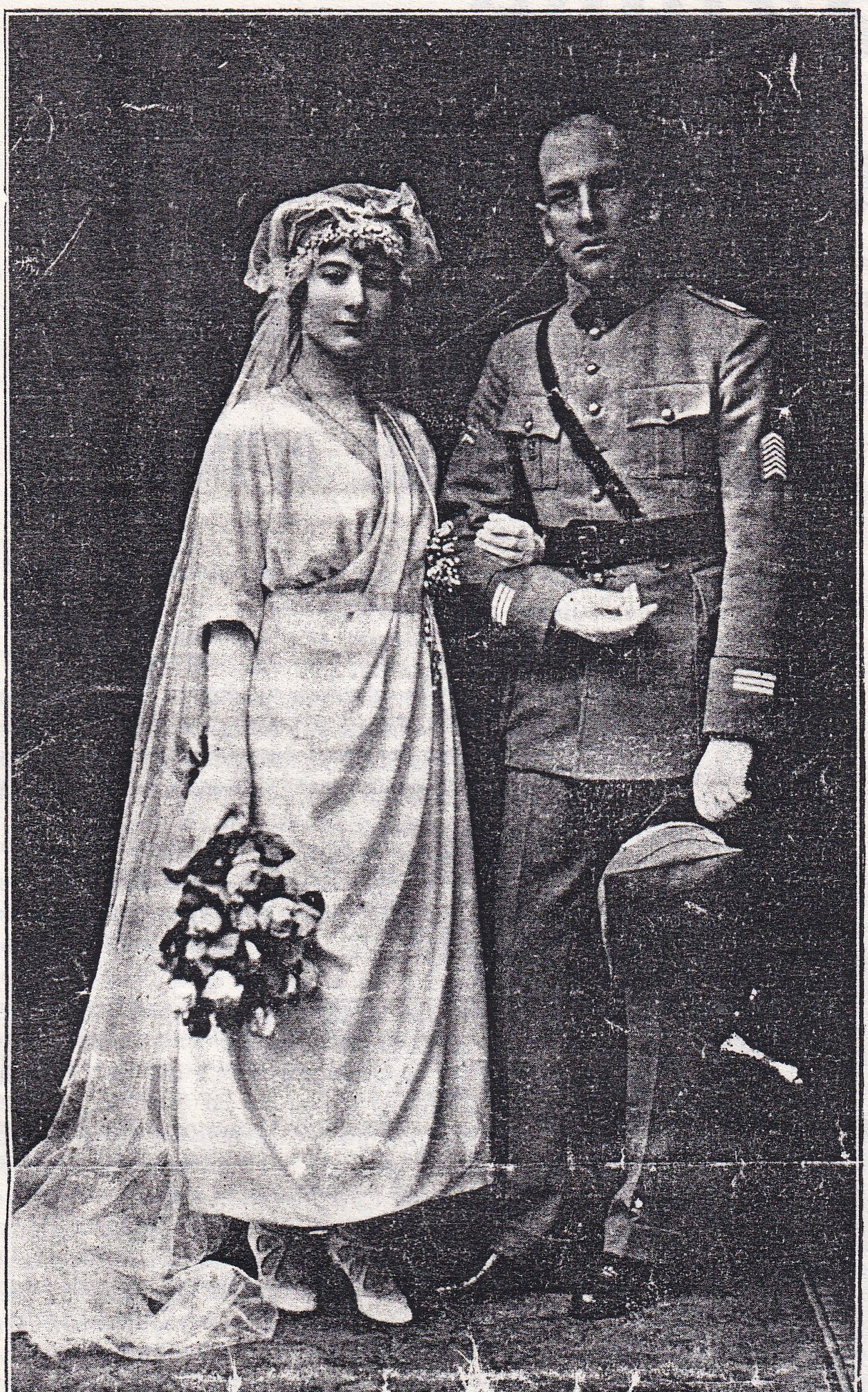
Margherita i Karol Golachowscy w dniu ślubu, Turyn 1919

Po wybuchu II wojny światowej Karol Golachowski kierował mobilizacją uzupełniającą w Garnizonie Lwów. Po wkroczeniu Sowietów przeszedł do Rumunii i przedostał się na Zachód. Jego późniejsze losy nie są dokładnie znane. W latach 1941–1942 pułkownik przebywał w szkockim Abernethy (mieszkał w dzielnicy Croftbank), potem służył w Polskim Korpusie Przysposobienia. Działał społecznie, organizował wojskowe przedsięwzięcia charytatywne na rzecz lokalnej Polonii. 5 grudnia 1942 miejscowi Polacy wraz z przedstawicielami samorządu lokalnego zasadzili pamiątkowe drzewa na szczycie wzgórza Quarryknowe, przemianowanego w tym okresie na Polską Górkę, a położonego w hrabstwie Pertshire Płk Karol Golachowski zasadził pamiątkowy dąb. Akcja ta miała upamiętnić stacjonowanie polskich oddziałów w Abernethy.
Pod koniec życia Golachowski był dowódcą Polish Records Unit w Abernethy. Zmarł 31 października 1948 na atak serca w szpitalu Ballochmyle (obecnie budynek Ballochmyle House, nie pełni funkcji szpitala). Został pochowany na New Cemetery Auchinleck.

## Życie prywatne
Siostra Golachowskiego, Maria (1880–1968), wyszła za mąż za Kazimierza Nałęcz-Rychłowskiego. Karol Golachowski ożenił się w Turynie w 1919 roku z Margheritą Bonicatti, córką tutejszych przemysłowców. W tym samym roku przyjechał z nią do Polski. Ostatecznie osiedli w Toruniu, gdzie kupili kamienicę, a potem nabyli majątek w podtoruńskiej wsi Lubicz.
Karol i Margherita Golachowscy mieli troje dzieci: Wandę ur. 1919, Karolinę Marię 1920–1922 i Karola Wincentego 1925–1997. Po wybuchu II wojny światowej, w grudniu 1939 Margherita Golachowska z dziećmi, mająca obywatelstwo włoskie opuściła Polskę. Wróciła do swojej ojczyzny, gdzie zmarła w 1975 roku. Dzieci, jako dorosłe, wróciły do Polski na stałe.